# Sierra del Sacramento (Nuevo México)

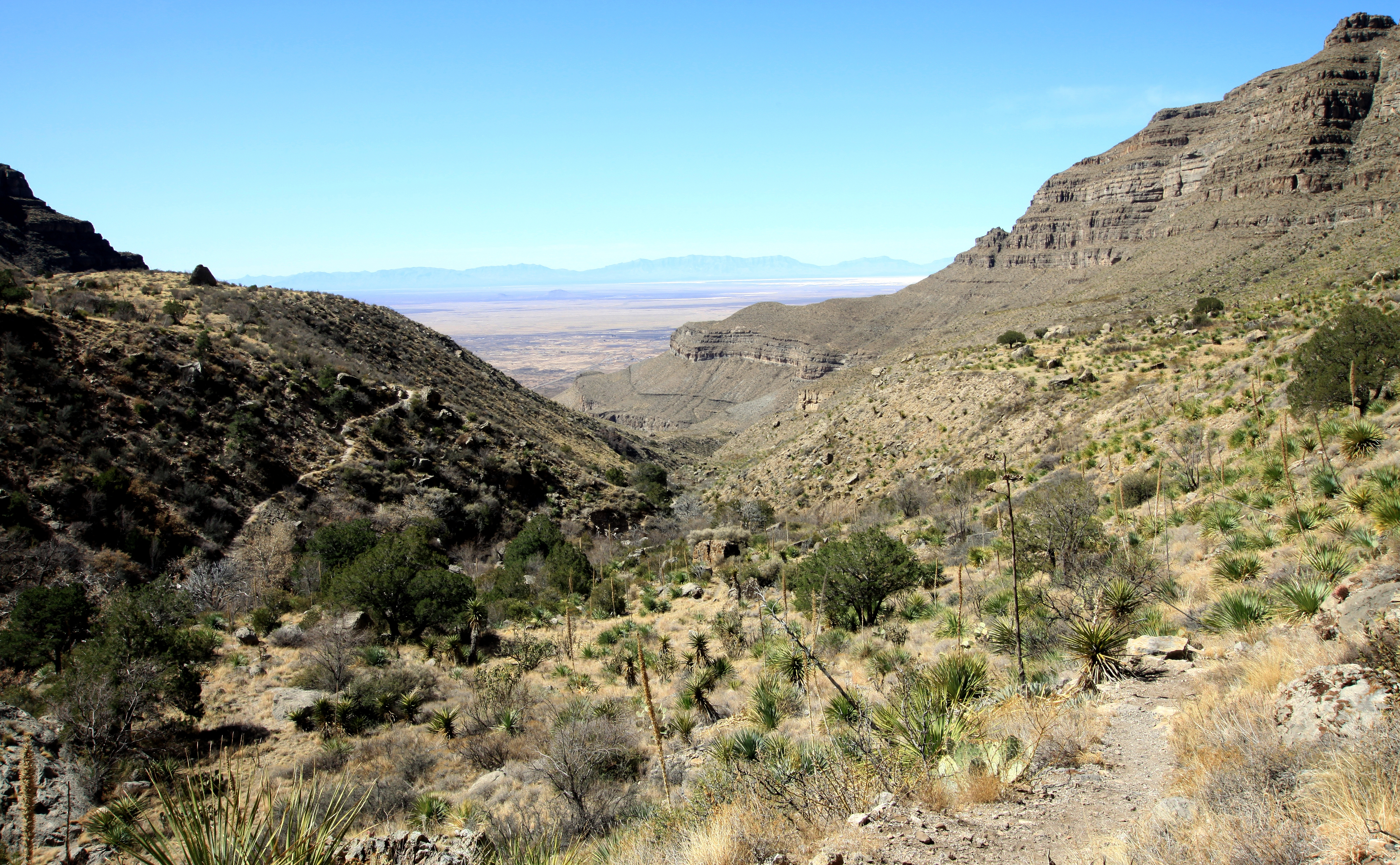
La Sierra de Sacramento en Nuevo México tiene cimas escarpadas y profundos cañones

La sierra del Sacramento es una cadena montañosa en el centro sur del estado estadounidense de Nuevo México. Yace al este de Alamogordo en el condado de Otero (pequeñas porciones de la cordillera se encuentran el condado de Lincoln y en el condado de Chaves, ambos en Nuevo México). De norte a sur, la Sierra del Sacramento se extienden 137 km y de este a oeste unos 68 km.
Las Sacramentos pueden dividirse en dos secciones: una principal en la sección norte, que comprende la mayor parte del territorio y la mayor parte se encuentra por encima de los 2290 metros sobre el nivel del mar y una pequeña porción, contigua a las sierra de Guadalupe. Entre las sierras vecinas y otros accidentes geográficos se incluye a la Cuenca del Tularosa, justo al occidente de la sección principal de la sierra; la Sierra Blanca y la Sierra del Capitán al noroeste y noreste; las Colinas Border y en el extremo oeste del ancho valle del río Pecos al este; la sierra de Guadalupe al sureste y la Mesa de Otero, que yace al sur de la sección principal y al suroeste de la sección suroriental. El río de Tularosa y el río Ruidoso (y de aquí la ruta 70) separa las Sacramentos de la sierra Blanca y la sierra del Capitán.
El extremo occidental de la sección principal de la sierra del Sacramento forman una serie de escarpes muy accidentados que llevan a un alto risco, entre los que se incluye al pico Cathey de 2,940 m de altura. A partir de este risco la pendiente de la sierra se dirige suavemente hacia el este, emergiendo gradualmente de las planicies al oeste de Artesia.  